# Drosophila atrimentum
Drosophila atrimentum är en tvåvingeart i släktet Drosophila som finns på ön Oahu,  en av Hawaiiöarna.

## Taxonomi och släktskap
Drosophila atrimentum beskrevs av Elmo Hardy och Kenneth Y. Kaneshiro 1971. Arten ingår i släktet Drosophila, undersläktet Hawaiian Drosophila, artgruppen Drosophila grimshawi och artundergruppen Drosophila orphnopeza.

## Utseende
Artens kroppslängd är 3,7-4,0 mm och vingspannet är 4,25 mm.

## Utbredning
Artens utbredningsområde är ön Oahu, en av Hawaiiöarna. Holotypen och paratyperna insamlades i dalen Makaleha Valley 1 800 meter över havet.